# 2 Fabiola

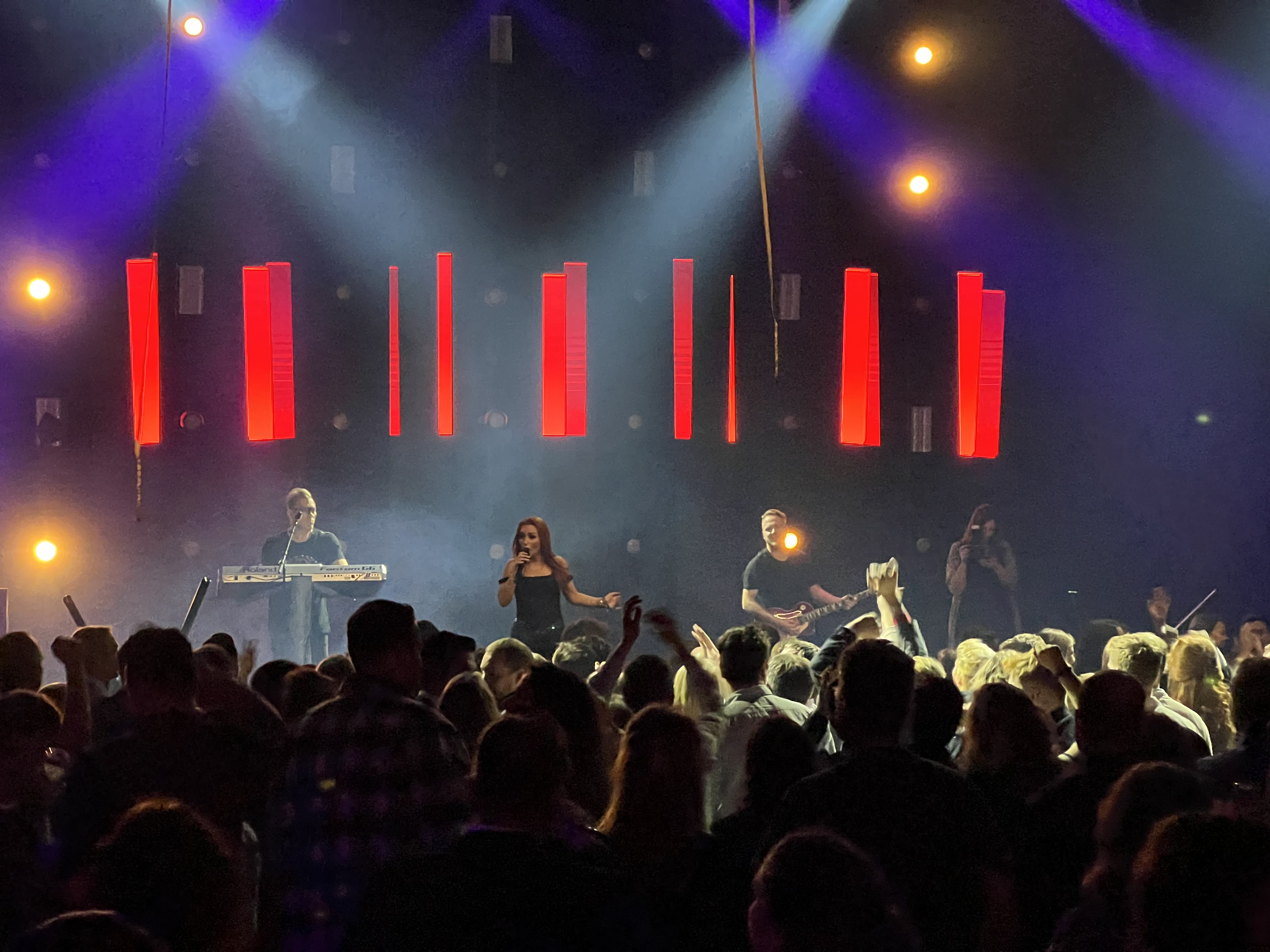
2 Fabiola während einem Live-Auftritt

2 Fabiola ist ein belgischer Dance-Act, bestehend aus dem Produzenten Patrick Claesen (alias Pat Krimson), Viola Furleo und Loredana Deamicis. Er entstand in den frühen 1990er Jahren.

## Geschichte
1989 begann Claesen seine musikalische Karriere als Gitarrist der flämischen Band Leopold 3 (der Name war eine Anlehnung an den früheren belgischen König Leopold III.). Im Jahr 1991 veröffentlichte er gemeinsam mit Oliver Adams (Beteiligter an diversen anderen Dance-Projekten, darunter auch Praga Khan) den Song The Milky Way unter dem Namen 2 Fabiola. Bei der Namensgebung wurden sie von dem von Leopold 3 inspiriert und benannten den Dance-Act nach der belgischen Königin Fabiola de Mora y Aragón. 1995 stieß die Sängerin Zohra Aït-Fath zu Claesen und Adams. Die zweite Single (und auch die erste mit Aït-Fath) Play This Song konnte sich u. a. in den spanischen und italienischen Singlecharts platzieren, die dritte Single Lift U Up im Frühsommer des Jahres 1996 sogar auf Platz 1 der flämischen Singlecharts. Es folgten weitere Top-3-Hits wie I'm On Fire und Freak Out. Es erschien auch ein erstes Studio-Album, betitelt mit Tyfoon, welches in Belgien ähnlich erfolgreich wie die zuvor bereits erschienenen Singles war.
1997 erschienen Vorabsingles wie Magic Flight und Flashback zum nächsten Album Androgyne, welches 1998 veröffentlicht wurde, doch trotz der hohen Positionen der beiden ersten Singles deutlich erfolgloser war als der Vorgänger. 1999 verließ dann auch Zohra Aït-Fath die Formation und begann eine Karriere als Solokünstlerin und DJ. Daraufhin arbeitete Patrick Claesen nun für einige Zeit mit der späteren Sängerin von Lasgo, Evi Goffin (alias Medusa) zusammen, bis Claesen 2000 mit seiner Ehefrau Ann Vervoort (der früheren Sängerin von Milk Inc.) nach Ibiza zog um eine eigene Diskothek zu eröffnen.
2007 veröffentlichte Claesen eine Zusammenarbeit mit der australischen Sängerin Katie Michaelson, die Doppel-A-Single Straight 2 The Top/Play This Song 2, allerdings mit nur mäßigem Erfolg.
Seit 2008 hat 2 Fabiola mit Viola Furleo und Loredana Deamicis wieder dauerhafte Sängerinnen. Im Juni dieses Jahres wurde in Belgien die erste Single mit ihnen, Blow Me Away/We Love The 90's veröffentlicht.

## Diskografie

### Alben
| Jahr | Titel                             | Höchstplatzierung, Gesamtwochen, AuszeichnungChartsChartplatzierungen (Jahr, Titel, Platzierungen, Wochen, Auszeichnungen, Anmerkungen) | Anmerkungen                             |
| Jahr | Titel                             | BEF | Anmerkungen                             |
| ---- | --------------------------------- | --- | --------------------------------------- |
| 1996 | Tyfoon                            | BEF5 Gold · (44 Wo.)BEF | Erstveröffentlichung: 8. November 1996  |
| 1998 | Androgyne                         | BEF27 (13 Wo.)BEF | Erstveröffentlichung: 31. Oktober 1998  |
| 2012 | Best Of – For The Bigga And Bolda | — | Erstveröffentlichung: 26. Juli 2012     |
| 2016 | Evolution                         | BEF67 (5 Wo.)BEF | Erstveröffentlichung: 11. November 2016 |

### Singles
| Jahr | Titel Album                         | Höchstplatzierung, Gesamtwochen, AuszeichnungChartsChartplatzierungen (Jahr, Titel, Album, Platzierungen, Wochen, Auszeichnungen, Anmerkungen) | Anmerkungen                                                |
| Jahr | Titel Album                         | BEF | Anmerkungen                                                |
| ---- | ----------------------------------- | --- | ---------------------------------------------------------- |
| 1995 | Lift U Up Tyfoon                    | BEF1 (24 Wo.)BEF | Erstveröffentlichung: 1995                                 |
| 1996 | I’m On Fire Tyfoon                  | BEF2 (14 Wo.)BEF | Erstveröffentlichung: 21. Juni 1996                        |
| 1996 | Universal Love Tyfoon               | BEF19 (10 Wo.)BEF | Erstveröffentlichung: 11. November 1996                    |
| 1997 | Freak Out Tyfoon                    | BEF2 (16 Wo.)BEF | Erstveröffentlichung: 31. Januar 1997                      |
| 1997 | Magic Flight Androgyne              | BEF3 Gold · (17 Wo.)BEF | Erstveröffentlichung: 16. Mai 1997                         |
| 1998 | Flashback Androgyne                 | BEF3 (12 Wo.)BEF | Erstveröffentlichung: 13. März 1998                        |
| 1998 | Sisters And Brothers Androgyne      | BEF17 (6 Wo.)BEF | Erstveröffentlichung: 18. September 1998                   |
| 1998 | Feel The Vib' Androgyne             | BEF25 (8 Wo.)BEF | Erstveröffentlichung: 14. Dezember 1998                    |
| 1999 | New Years Day                       | BEF12 (9 Wo.)BEF | mit Medusa Erstveröffentlichung: 21. November 1999         |
| 2000 | Summer in Space                     | BEF28 (4 Wo.)BEF | mit Medusa Erstveröffentlichung: 21. April 2000            |
| 2007 | Straight 2 the Top/Play This Song 2 | BEF30 (3 Wo.)BEF | mit Katie Michaelson Erstveröffentlichung: 31. August 2007 |
| 2008 | Blow Me Away/We Love the 90's       | BEF33 (5 Wo.)BEF | Erstveröffentlichung: 23. Juni 2007                        |
| 2014 | She’s After My Piano                | BEF6 Gold · (18 Wo.)BEF | feat. Loredana Erstveröffentlichung: 3. März 2014          |
| 2014 | One Night in Dubai                  | BEF25 (1 Wo.)BEF | Erstveröffentlichung: 1. September 2014                    |
| 2015 | Beautiful                           | BEF32 (3 Wo.)BEF | Erstveröffentlichung: 5. Januar 2015                       |

Weitere Singles
- 1991: The Milky Way
- 1992: Kunta Kinte (mit Blackanova)
- 1993: Mission Of Love
- 1993: My Attitude (mit Johnny Calvin)
- 1995: Play This Song
- 2009: Lift U Up 2009
- 2010: Push It Up
- 2011: Don't Stop
- 2016: Me & You
- 2018: Break Away